# Couto Misto
Couto Misto (v portugalštině, galicijská podoba názvu zní Couto Mixto a španělská Coto Mixto) byl fakticky nezávislý státeček na Pyrenejském poloostrově, existující do roku 1868. Nacházel se v Galicii v povodí řeky Salas a zahrnoval vesnice Santiago de Rubiás, Rubiás a Meaus, měl celkovou rozlohu 27 km².
Název pochází z výrazů couto, označujícího území vymezené pohraničními kameny (z latinského cautos lapideos) a misto, což znamená „společný“. Asi od desátého století území patřilo klášteru Picoña, později bylo společným majetkem portugalského rodu Braganzů a španělských pánů z Monte-Rei. Ani jeden ze sousedních států však nad ním neuplatňoval svou svrchovanost a místní obyvatelé se těšili řadě privilegií: nemuseli sloužit v armádě ani platit daně, mohli si zvolit španělské nebo portugalské občanství, Couto Misto smělo udělit azyl pronásledovaným osobám (s výjimkou hrdelních zločinců). Do portugalského města Tourém vedla z Couto Misto přes španělské území cesta s právem exteritoriality. Stát fungoval jako republika: sami obyvatelé si volili nejvyššího představitele s titulem juiz (soudce). Posledním držitelem tohoto úřadu byl Delfim Modesto Brandão, který později vydal o svém působení v úřadě knihu Interesante Historieta del Coto Mixto.
Podle legendy získali obyvatelé Couto Misto své výsady díky tomu, že poskytli útočiště těhotné královské dceři, jejímž dítětem byl pozdější biskup svatý Rudesind.
Existenci státu ukončila smlouva uzavřená mezi Španělskem a Portugalskem 29. září 1864, podle níž bylo území rozděleno, většina připadla španělské provincii Ourense, zatímco Portugalci získali úzký pruh neobydleného území na jihu, který byl připojen k obci Montalegre. Rozhodnutí vešlo v platnost 8. července 1868. Odlehlé území bez pracovních příležitostí se vylidňuje: v polovině 19. století mělo osm set obyvatel, roku 2012 zde žilo 188 převážně starších lidí. Poslankyně Rosa Miguélez Ramos vznesla v Evropském parlamentu roku 2008 návrh na obnovení historického statutu území, což by mohlo vést k jeho opětovnému rozvoji.